# Nisyros (vulkaan)
De Nisyros (Grieks: ηφαίστειο Νίσυρος, ifaísteio 
Nísyros) is een 698 meter hoge vulkaan op het gelijknamige Griekse eiland in de Egeïsche Zee.

## Ontstaan
De vulkaan is ontstaan op de plaats waar de Afrikaanse tektonische plaat door middel van convergente beweging onder de Aegeische microplaat schuift, oorspronkelijk als stratovulkaan. Door twee heftige uitbarstingen, ongeveer 25.000 jaar geleden, stortte de vulkaan in en ontstond de huidige caldera. Deze caldera bevindt zich nog maar 100 meter boven zeeniveau. Recente uitbarstingen waren in 1422 (niet geheel zeker), 1871, 1873, 1888 en 1956. Deze uitbarstingen waren echter niet zwaar.

## Actuele situatie
Tegenwoordig is de vulkaan vooral een toeristische attractie. Het merendeel van de toeristen komt van het naburige eiland Kos. Aan de rand van de krater staat een souvenirwinkeltje en een seismologisch onderzoeksinstituut. Vanuit de hoofdplaats van Nisyros, Mandraki rijden bussen naar de krater.

## Foto's

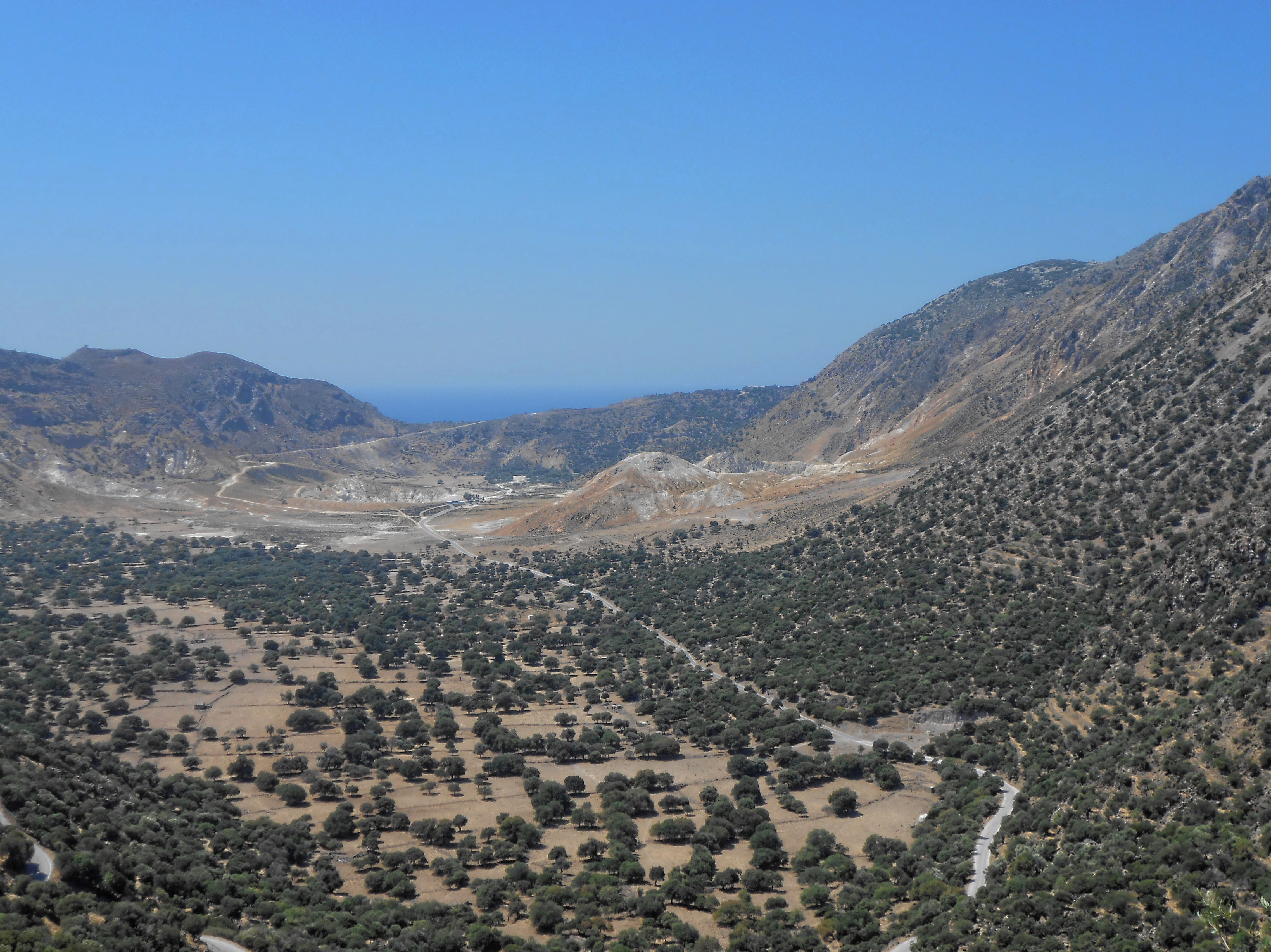
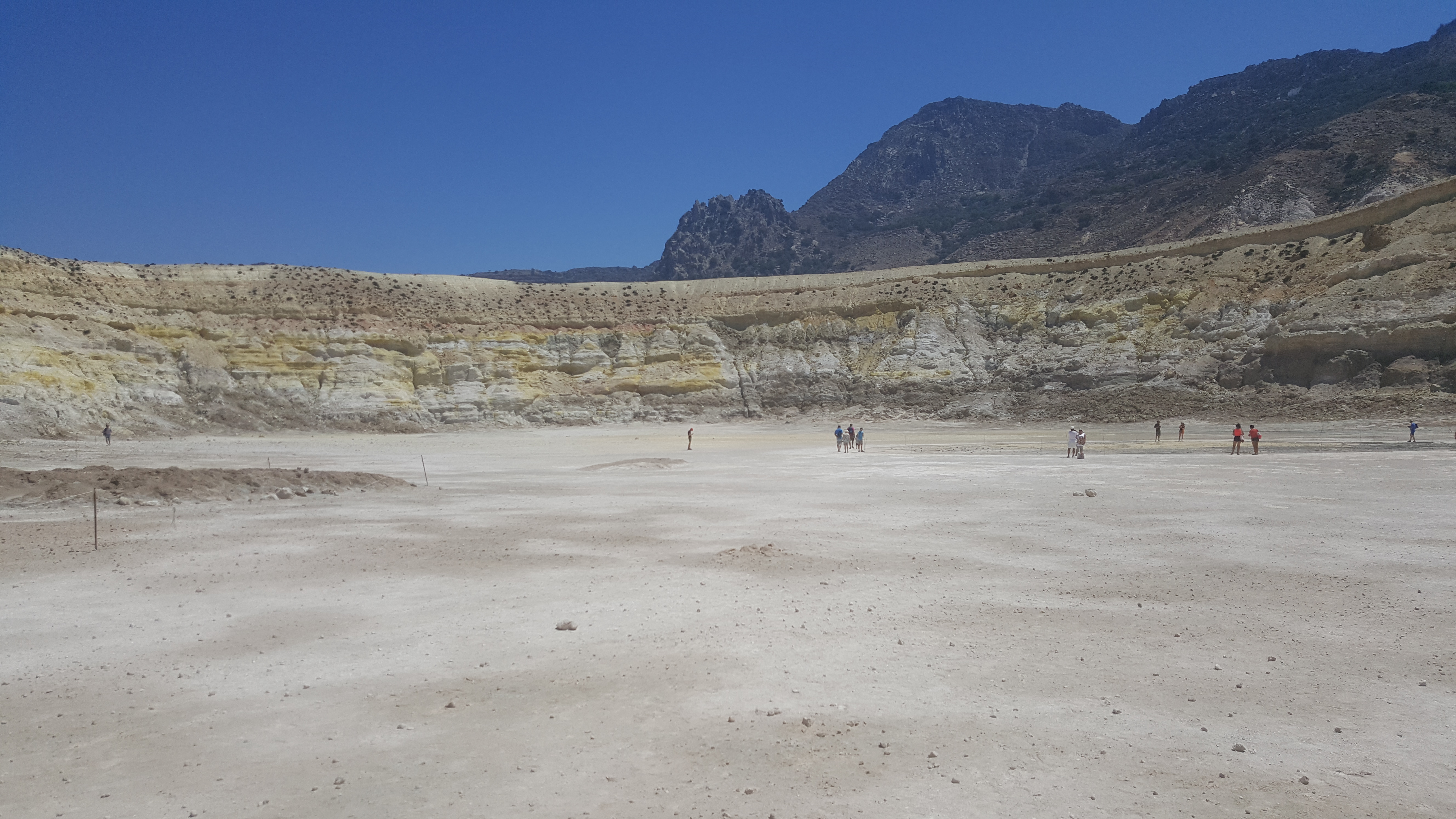
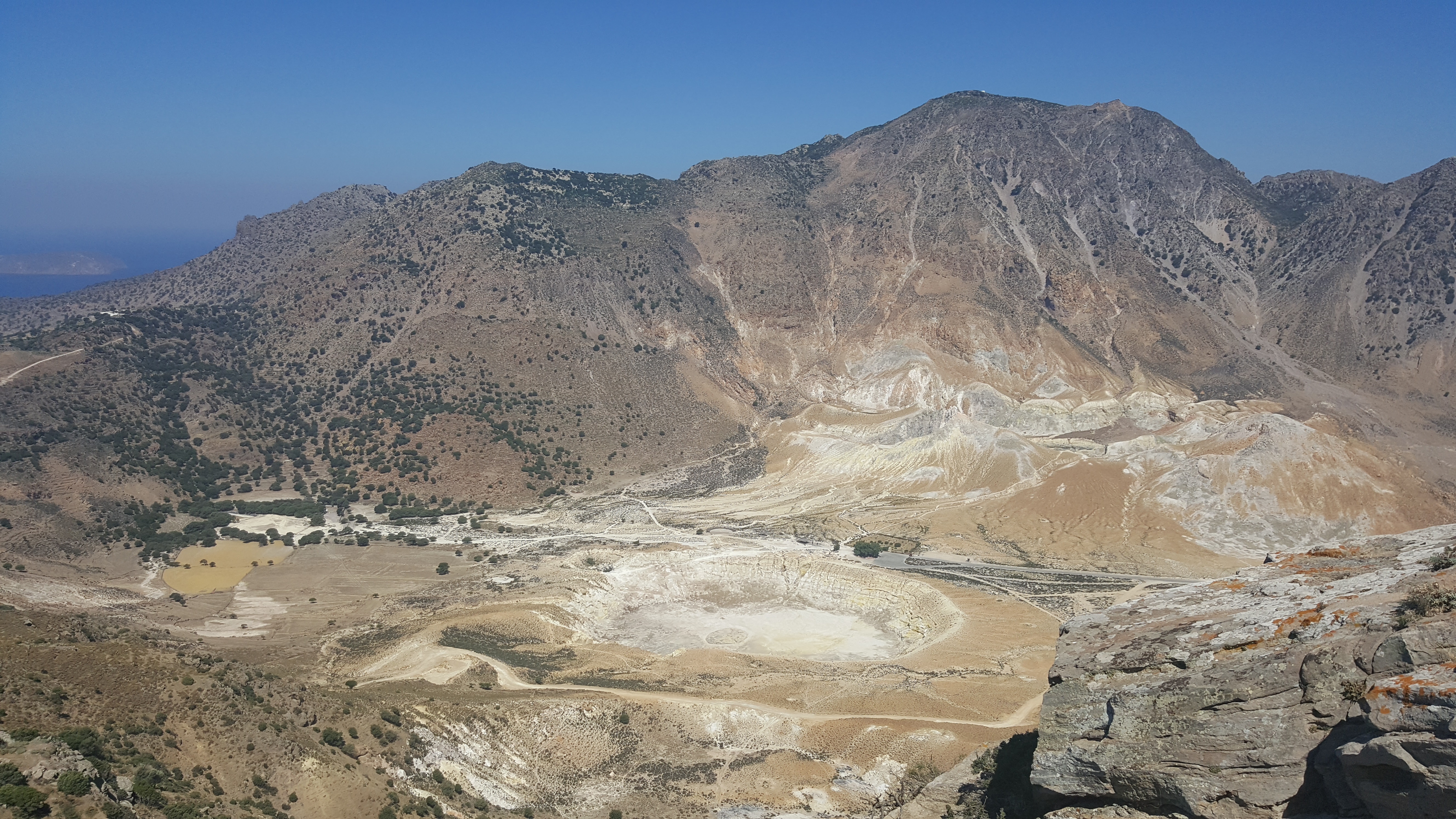
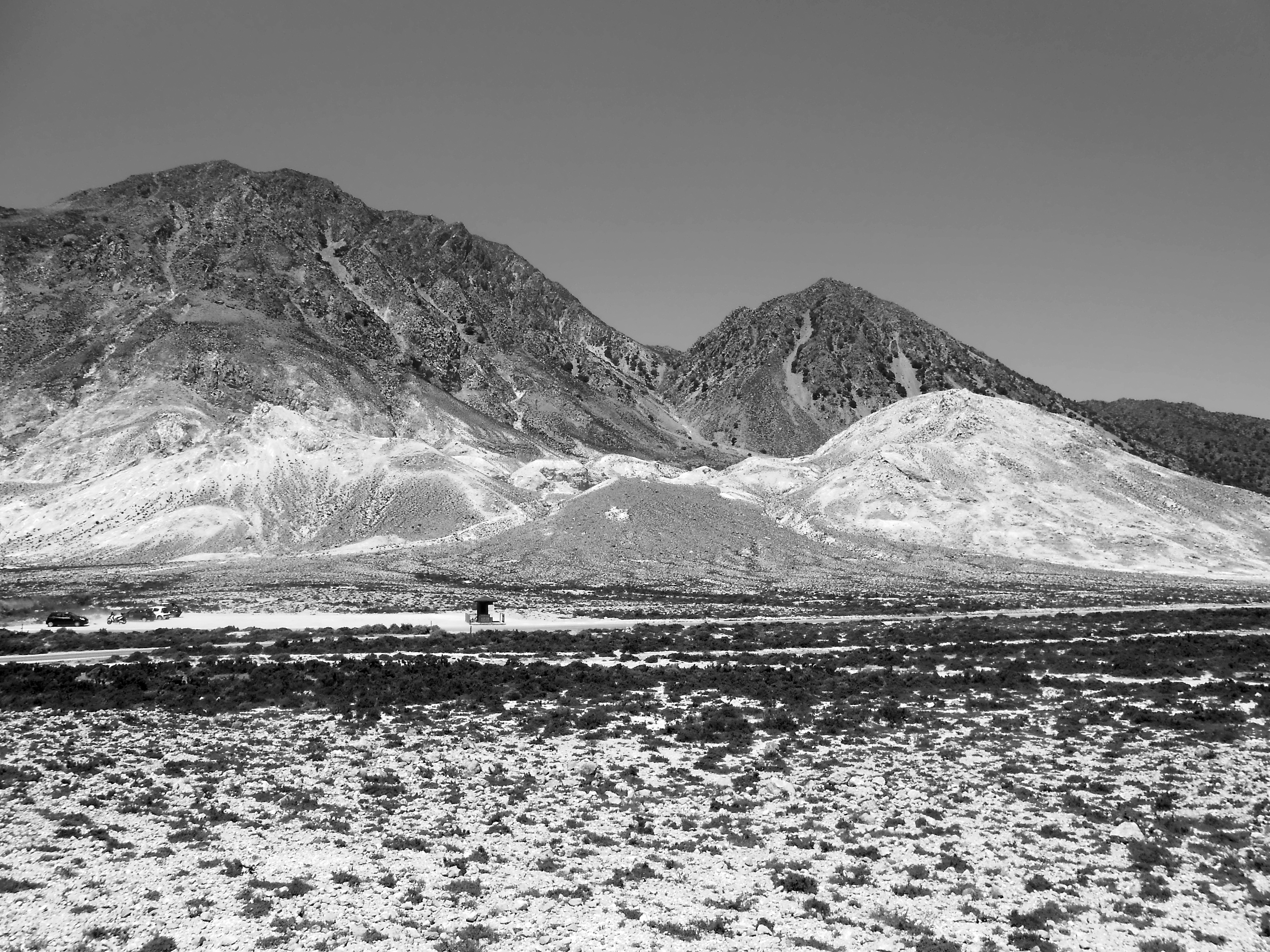